# Lloyd Isgrove
Lloyd Jeffrey Isgrove (Yeovil, Anglia, 1993. január 12. –) walesi labdarúgó, aki jelenleg a Bolton Wanderersben játszik, szélsőként.

## Pályafutása

### Southampton
Isgrove a Southamtpon ifiakadémiáján kezdett el futballozni. Az első csapatba 2012. október 30-án, egy Leeds United elleni Ligakupa-meccsen került be. A mérkőzésen a 67. percben állt be csereként, Steve De Ridder helyére. Kezdőként 2013 augusztusában kapott először lehetőséget, a Barnsley ellen, a Ligakupában, ahol gólpasszt adott. 2014. március 13-án egy hónapra kölcsönvette a harmadosztályú Peterborough United. Kölcsönszerződését később a szezon végéig meghosszabbították. Miután visszatért a Southamptonhoz, a klub új szerződést kötött vele.
A Premier League-ben a 2014/15-ös szezon első meccsén, a Liverpool ellen mutatkozott be, az utolsó nyolc percre beállva. 2015. március 18-án az idény végéig kölcsönvette a Sheffield Wednesday. Október 24-én a harmadosztályú Barnsleyhoz igazolt kölcsönbe, ahol a szezon végéig maradt.

### A válogatottban
Isgrove 2013 januárjában került be először a walesi U21-es válogatott keretébe, majd február 6-án, egy Izland elleni találkozón debütált. A felnőtt válogatottban 2016. március 24-én, egy Észak-Írország elleni barátságos meccsen mutatkozott be, a 62. percben beállva.

## Külső hivatkozások
- Lloyd Isgrove pályafutásának statisztikái a Soccerbase oldalon (angolul)